# 埃德蒙德·费森迈尔

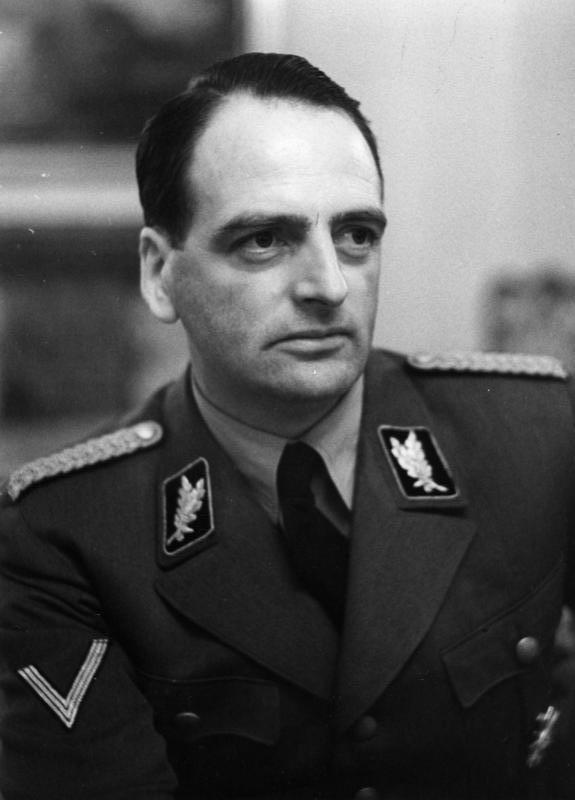
埃德蒙德·费森迈尔

埃德蒙德·费森迈尔（Edmund Veesenmayer，1904年11月12日—1977年12月24日）是纳粹德国时期的一名党卫队高阶官员，曾参与納粹大屠殺（匈牙利大屠殺和克罗地亚独立国大屠杀）。费森迈尔是恩斯特·卡爾滕布倫納和约阿希姆·冯·里宾特洛甫的部下，曾与阿道夫·艾希曼共事。他参与1939年分裂捷克-斯洛伐克、1941年4月入侵南斯拉夫（南斯拉夫戰役）、建立克羅埃西亞獨立國（烏斯塔沙政权）以及1941-1944年间在德占塞尔维亚扶持米兰·内迪奇傀儡政權等事件。二战结束后，他受审并被定罪；1949年，他被判处20年监禁，但在服刑两年后获释。